# Iża (gmina)
Iża – dawna gmina wiejska istniejąca do 1932 roku w woj. nowogródzkim/Ziemi Wileńskiej/woj. wileńskim II Rzeczypospolitej (obecnie na Białorusi). Siedzibą gminy była wieś Iża (513 mieszk. w 1921 roku).
Na samym początku okresu międzywojennego gmina Iża należała do powiatu wilejskiego w woj. nowogródzkim. 13 kwietnia 1922 roku gmina wraz z całym powiatem wilejskim została przyłączona do objętej władzą polską Ziemi Wileńskiej, przekształconej 20 stycznia 1926 roku w województwo wileńskie.
Gminę zniesiono 1 kwietnia 1932 roku, a jej obszar włączono do gmin Kurzeniec, Wojstom i Wiszniew.

## Demografia
Według Powszechnego Spisu Ludności z 1921 roku gminę zamieszkiwało 3426 osób, 329 było wyznania rzymskokatolickiego, 3097 prawosławnego. Jednocześnie 328 mieszkańców zadeklarowało polską, 3085 białoruską, 12 rosyjską, 1 ukraińską przynależność narodową. Były tu 573 budynki mieszkalne.